# Ludvig August Grundtvig
Ludvig August Grundtvig, född den 18 december 1868 i Nakskov, död den 28 april 1913, var en dansk jurist, av samma släkt som N.F.S. Grundtvig.
Grundtvig blev juris doktor och docent vid Köpenhamns universitet 1902, professor i juridik ("lovkyndighed") där 1903, samma år ledamot av den danska kommission, som samarbetade med en svensk och en norsk kommitté för att åstadkomma en likartad lagstiftning om köp och byte med mera. 
Bland Grundtvigs arbeten, som utmärker sig för klarhet i framställningen, praktisk läggning, men på samma gång noggrannhet och skärpa, kan nämnas en i tre upplagor utkommen kortfattad lärobok i handels- och växelrätt, Konnossementet, en søretslig studie. I (doktorsavhandling 1902), Om reklamation i formueretsforhold (professorsspecimen, 1903).
Därtill kommer korta framställningar av författarrätten (1905) och av den danska sjörätten (1907) samt dels motiven till det 1904 av ovannämnda kommission framlagda "Udkast til lov om køb", dels ock en kommentar till den på grundvalen härav 1906 utfärdade danska lagen om köp. Efter hans död utkom De nordiske sølove (1914).

## Utmärkelser
- Riddare av Dannebrogorden,  1904[1]
- Dannebrogsmännens hederstecken,  1910[1]

[Redigera Wikidata]